# José Yates
 José Rodrigo Yates González (* 24. März 1972 in Talca) ist ein ehemaliger chilenischer Fußballspieler. Der Torwart wurde zwei Mal chilenischer Meister.

## Karriere
José Yates begann seine Profikarriere 1993 bei den Rangers de Talca, mit denen ihm in seiner Debütsaison der Aufstieg in die Primera División gelang. Als verheißungsvolles Talent wechselte er 1996 zu CSD Colo-Colo, kam dort jedoch nur zu einem Einsatz. Auch bei seinen Folgevereinen war er überwiegend als Ersatztorwart im Kader. 2005 wechselte er in die Primera B zu Deportes Ovalle und spielte für weitere Teams dieser Liga bis zu seinem Karriereende 2010, das im Trikot von Deportes Arica erfolgte. 

## Erfolge
Rangers de Talca
- Chilenischer Zweitligameister: 1993

Colo-Colo
- Chilenischer Meister: 1997-C, 1998